# Canan Topçu

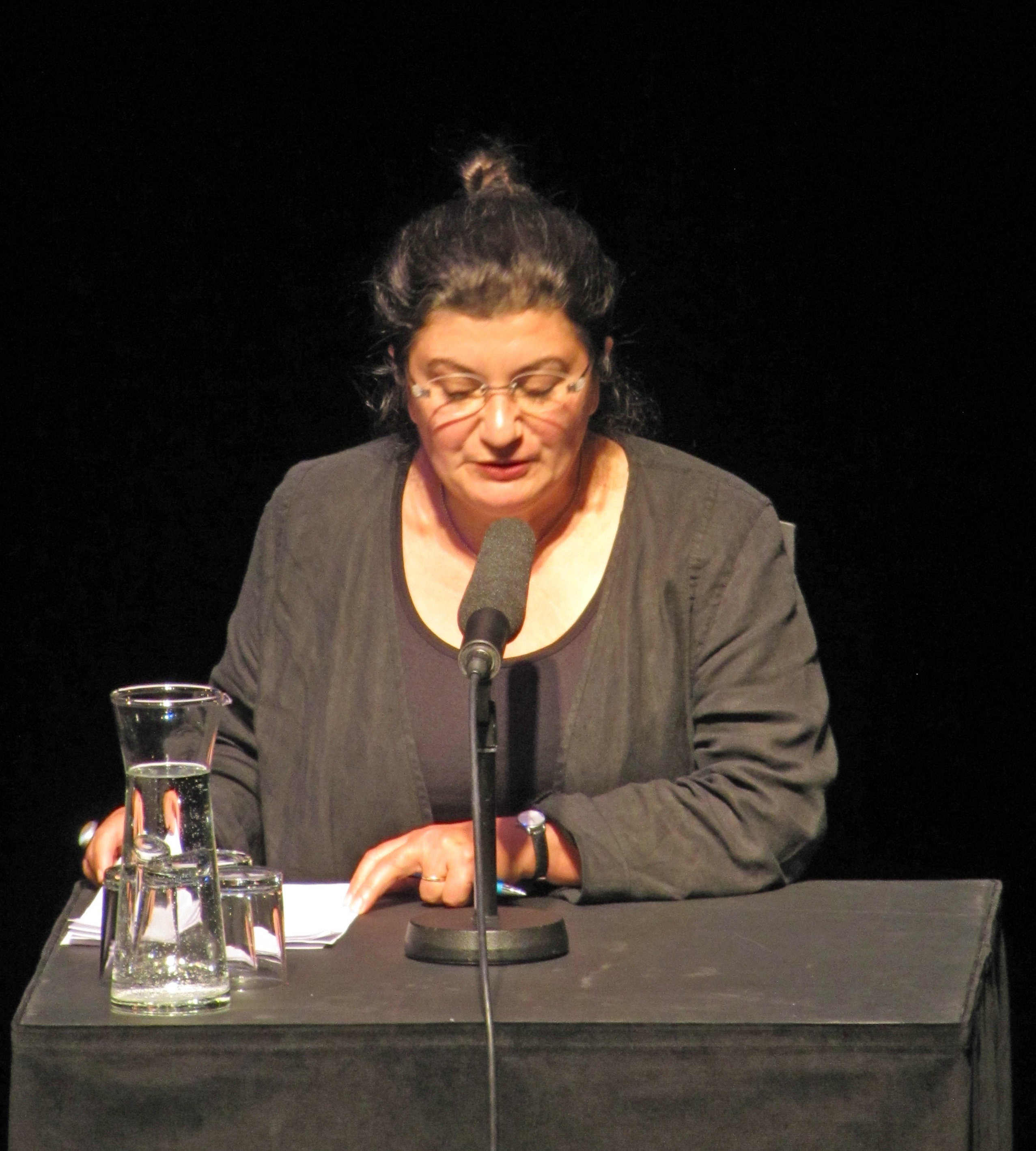

Canan Topçu (Bursa, 1965) escritora turcoalemán. 
Llegó a Alemania en 1973 y estudió literatura en la Leibniz Universität Hannover. Su obra versa sobre todo en la inmigración y en la integración y desde 2003 es profesora en Hochschule Darmstadt

## Obra
- May Ayim, Canan Topçu (Red.): …aus dem Inneren der Sprache. Internat. Kulturwerk, Hildesheim 1995
- Canan Topçu: EinBÜRGERung. Lesebuch über das Deutsch-Werden. Portraits, Interviews, Fakten. 1. Aufl., Brandes & Apsel, Frankfurt am Main 2007